# Bernitzow

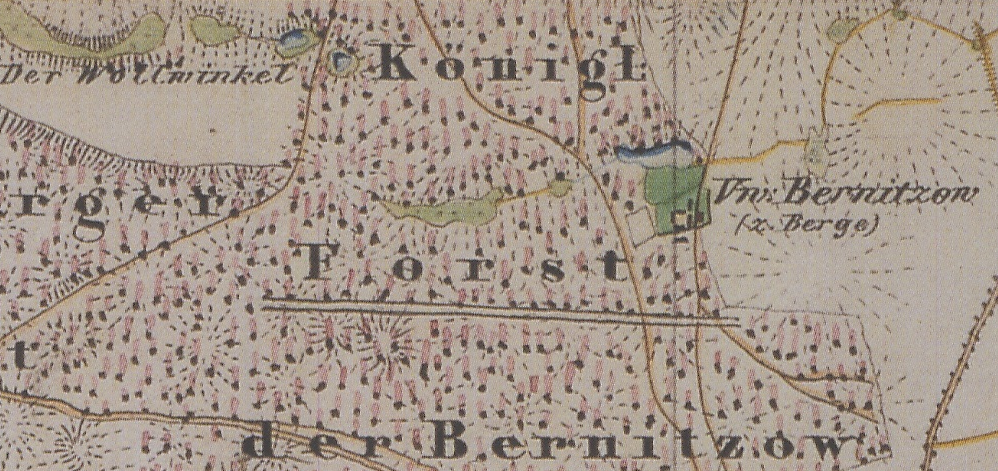
Das abgegangene Vorwerk Bernitzow, südwestlich von Berge, Stadt Nauen, Lkr. Havelland, Brandenburg, auf dem Urmesstischblatt 3442 Tremmen von 1833

Bernitzow war ein mittelalterliches Dorf südlich von Berge, einem Ortsteil der Stadt Nauen im Landkreis Havelland in Brandenburg, das bereits im 14. Jahrhundert wüst gefallen ist. Die genaue Lage des Dorfes ist nicht bekannt, die Feldmark wurde jedoch weiterhin von Bauern der umliegenden Dörfer bewirtschaftet. Im 16. Jahrhundert wurden hier (an der alten Dorfstelle?) zwei Schäfereien eingerichtet. Im 18. Jahrhundert gab es nur noch eine Schäferei; um 1860 fungiert das Wohnhaus auch als Forsthaus für den Schutzbezirk Bernitzow des Forstreviers Falkenhagen. 1885 wurde das Vorwerk nach Brand ca. 850 m nach Nordosten verlegt. 1957 war es noch vorhanden. Wann es abgebrochen wurde, ist nicht bekannt. Bernitzow ist somit eine dreimalige Wüstung.

## Lage
Das frühneuzeitlich aufgebaute Vorwerk Bernitzow lag etwa 3,2 km südwestlich vom Ortskern von Berge und 2,7 km nordwestlich vom Ortskern von Schwanebeck (Lage: ). Die Lage des mittelalterlichen Dorfes ist nicht sicher bekannt. Günter Mangelsdorf vermutet sie, allerdings ohne archäologische Belege(!), im Bereich der Wörden und des Hühnerlandes. Die mittelalterliche Dorfstelle dürfte daher an der Stelle des im 16. Jahrhundert errichteten Vorwerk gleichen Namens gelegen haben (Dorfteich!). Nach den heutigen Grenzen und Fluren, der Lage des frühneuzeitlichen Vorwerkes Bernitzow und nach der Besitzgeschichte gehörten zur Feldmark Bernitzow die Flur 4 und der südöstliche Teil der Flur 3 der Gemarkung Berge sowie die Fluren 5, 6 und (ein Teil der Flur?) 7 der Gemarkung Groß Behnitz zur früheren Feldmark Bernitzow. Von der Gemarkung Lietzow gehörte die Flur 8 ursprünglich zur Feldmark Bernitzow. 
Das frühneuzeitliche Vorwerk Bernitzow wurde nach Brand 1885 abgebrochen und aufgegeben, und ca. 850 m ostnordöstlich wieder aufgebaut (Lage: ). 1957 war es laut Historischem Ortslexikon noch vorhanden. Wann es abgebrochen wurde, ist nicht bekannt.

## Geschichte
Das mittelalterliche Dorf Bernitzow ist früh wüst gefallen. Es wird bereits 1375 im Landbuch Kaiser Karls IV. nicht mehr erwähnt. Dass Bernitzow einmal ein mittelalterliches Dorf war, ergibt sich aus einer Urkunde von 1541, nach der dem Pfarrer von Berge der Kornzehnt der Feldmark Bernitzow zustand. Die Feldmark von Bernitzow fiel demnach nicht völlig wüst, sondern wurde weiterhin von Bauern der umliegenden Ortschaften bewirtschaftet. So besaßen die von Bardeleben zu Selbelang und Satzkorn vier Hufen (wüste Höfe) auf der Feldmark Bernitzow. Sie kamen wohl zwischen 1536/39 an die von Bredow zu Bredow, Zeestow und Schwanebeck. Schon vor 1539 gehörte den von Bredow zu Schwanebeck die Ober- und Untergerichte und ein unbestimmter Anteil Ackerland auf der Feldmark Bernitzow. 
Seit 1541 (und wahrscheinlich schon einige Zeit zuvor) gehörte den von Hacke zu Berge ein anderer Teil der Feldmark von Bernitzow. Sie hatten bis 1561 zwei Schäfereien auf ihrem Teil der Feldmark eingerichtet. 1719 kaufte der König in Preußen Friedrich Wilhelm I. das Dorf und Vorwerk Lietzow von Johann Tentzer für 46.000 Taler. Am 15. Mai 1720 kaufte er auch das Dorf Berge und die wüste Feldmark Bernitzow (bzw. den zum Gut Berge gehörenden Anteil) einschließlich der Schäferei, die darauf betrieben wurde, für 63.000 Taler von Adam Friedrich von Hake. Die beiden Dörfer, die Vorwerke und die wüste Feldmark Bernitzow wurden zu einem neuen königlichen Amt mit Sitz in Berge zusammengefasst, das merkwürdigerweise den Namen Amt Nauen erhielt. 
1580 gaben die Hüfner zu Lietzow den Schoss von der Feldmark Bernitzow. 1624 gehörten der Gutsherrschaft in Lietzow (von Döberitz, von Bredow) 12½ schossbare Hufen auf der Feldmark Bernitzow. 1708 wurden diese 12½ auf sechs Dorfhufen umgerechnet, sie wurden also der Feldmark Lietzow zugeschlagen.
| Jahr      | 1801 | 1817 | 1840 | 1858 | 1905 | 1925 |
| Einwohner | 8    | 8    | 13   | 10   | 8    | 9    |

Nach dem Historischen Ortslexikon für Brandenburg, Teil Havelland war das Vorwerk Bernitzow 1957 noch existent. Wann es abgebrochen wurde, ist bisher noch nicht bekannt.